# Estatua sedente de Xochipilli

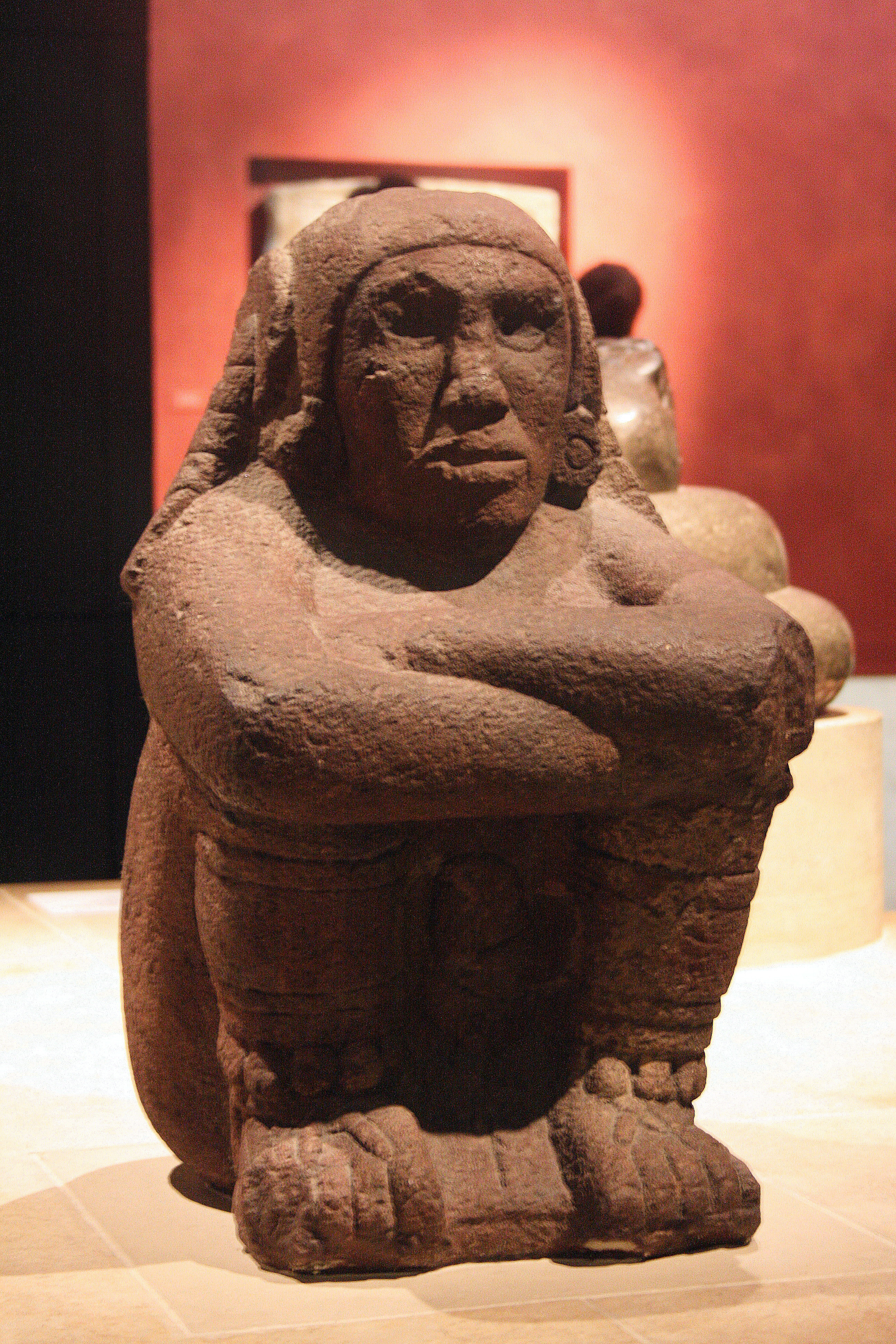
Estatua sedente de Xochipilli, expuesta en el Museo Británico de Londres, perteneciente a la cultura azteca/mexica.

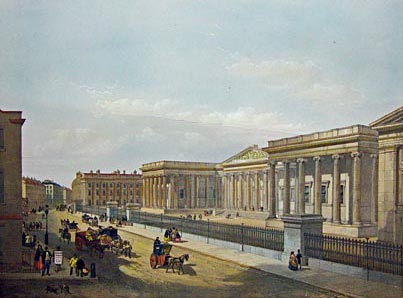
El Museo Británico en el año 1852.

La Estatua sedente de Xochipilli fue tallada por la cultura Azteca/Mexica entre los años 1325-1521, que fueron un pueblo indígena de filiación nahua que fundó México-Tenochtitlan y hacia el siglo XV en el periodo Posclásico tardío se convirtió en el centro de uno de los Estados más extensos que conoció Mesoamérica. 

## Simbología
La escultura representa a Xochipilli, que era el dios mexica del amor, los juegos, la belleza, la danza, las flores, el maíz, el placer, las artes y las canciones. Formado por los vocablos náhuatl xochitl flor y pilli príncipe, significa Príncipe de las flores, aunque también puede ser interpretada como flor preciosa o flor noble.

## Características
- Altura: 55 centímetros.
- Anchura: 32 centímetros.
- Material: piedra.

## Conservación
La escultura se encuentra expuesta de forma permanente en el Museo Británico de Londres, con el número de inventario AOA 1825.12-10.5, procedente de la Colección Bullock, (William Bullock (c. 1773–1849), viajero, naturalista y anticuario inglés).